# Lakewood (Ohio)
Lakewood – miasto w Stanach Zjednoczonych, w północnej części stanu Ohio, na wybrzeżu jeziora Erie. Liczba mieszkańców w 2000 roku wynosiła  56 594.